# Kuchar (Syria)
Kuchar – wieś w Syrii, w muhafazie Aleppo, w dystrykcie Manbidż. W 2004 roku liczyła 894 mieszkańców.